# San Domenico (Carlo Crivelli)
San Domenico è un dipinto a tempera e oro su tavola (94x27 cm) di Carlo Crivelli, datato al 1472 e conservato nel Metropolitan Museum di New York. Faceva parte del Polittico del 1472.

## Storia
Il polittico, probabilmente in origine nella chiesa di San Domenico a Fermo, venne smembrato poco prima del 1834, e disperso sul mercato. San Domenico, col San Giorgio, era nella collezione del cardinale Fesch a Roma fino al 1840, dopodiché si ritrova, nel 1863 in quella londinese del reverendo Walter Davenport-Bromley. In seguitò passò a Lady Ashburton e nel 1905 fu acquistato dal museo newyorkese.

## Descrizione e stile
Su uno sfondo dorato elegantemente lavorato come un damasco, san Domenicio appare girato verso Maria in una posa che ricorda quella di San Nicola di Bari: Domenico è avvolto nel saio domenicano invece del mantello vescovile, ma la sua figura acquista un volume compatto del tutto analogo. Il santo, con la tonsura, è riconoscibile dal tipico attributo del giglio bianco che offre a Maria, quale riconoscimento della sua purezza. Con gli occhi guarda a Bambino della parte centrale del polittico (la Madonna Linsky nello stesso museo), il quale si protende verso di lui energicamente a braccia tese: un gesto tanto esplicito si spiega con la preminenza del santo, che era titolare della chiesa a cui era destinata la pala.
Volto e mani hanno un'intensa carica espressiva pur nella rilassatezza dell'espressione: ciò è dovuto alla minuziosa indagine naturalistica dell'artista, che non trascurava di rappresentare ogni variazione dell'epidermide dovuta alla superficie nascosta di ossa, tendini e vene pulsanti. Questa sorta di iper-realismo, derivato in primis dallo studio di Donatello, è unito a un'attenzione del tutto analoga e parallela verso l'apparato decorativo, costituendo una curiosa combinazione, che è il nocciolo espressivo della sua poetica, originalissimo nel panorama italiano dell'epoca.